# Rozhanovce
Rozhanovce jsou obec na Slovensku v okrese Košice-okolí. Tato obec je jednou z největších obcí v celém okolí. Nechybí jí škola, řada obchodů, hostinec, pošta, vlastní knihovna i kulturní dům, či zdravotní středisko. Každoročně se tu konají folklórní abovské slavnosti, kterými se tato obec proslavila.

## Geografie
Rozhanovce se nacházejí přibližně 10 km od Košic. Nachází se z menší části na rovině a z větší části na svazích stoupajících od západu na východ. Nejlepší panoráma na obec je od západu.

### Doprava
Hlavní cesta, která vede přes celou dědinu, je asfaltová. Tento asfaltový „koberec“ byl položen v roce 1960 ve směru Košické Oľšany - Rozhanovce - Budimír, položila ho Okresní správa cest v Košicích. V roce 1974 měly Rozhanovce na cestách a ulicích položeného víc než 4 km asfaltového koberce.

## Dějiny
První osídlování bylo v neolitu, bylo tu sídlo bukovohorské kultury. První písemná zmínka o obci Rozhanovce byla zachycená v listině krále Štefana V. v roce 1270 pod názvem Rozgun. O dřívějším osídlení této lokality svědčí i nálezy z mladší doby kamenné a opevněná osada z doby bronzové. Při procházce Rozhanovicemi na nás dýchá historie i dnes. Není vidět Rozhanovský zámek ani 9 panských kurií, ale některé jsou zachované i dnes. V nejzachovalejším sídlí obecní úřad.
Obec je známa speciálně bitvou u Rozhanovců, která se odehrála 15. června 1312.
V roce 1850 tady sídlil služnovský úřad pro slovenské obce Abovsko-turnianského kraje.
Rozhanovce jsou rodištěm malíře-portrétisty Leopolda Horowitze.
Nejstarší známá zachovaná fotografie Rozhanovic byla zveřejněna v roce 1896 na Abovsko-turniaské monografii. Na fotozáběru je Soóvá kurie a v pozadí se nachází kostel i se starou věží před její renovací.

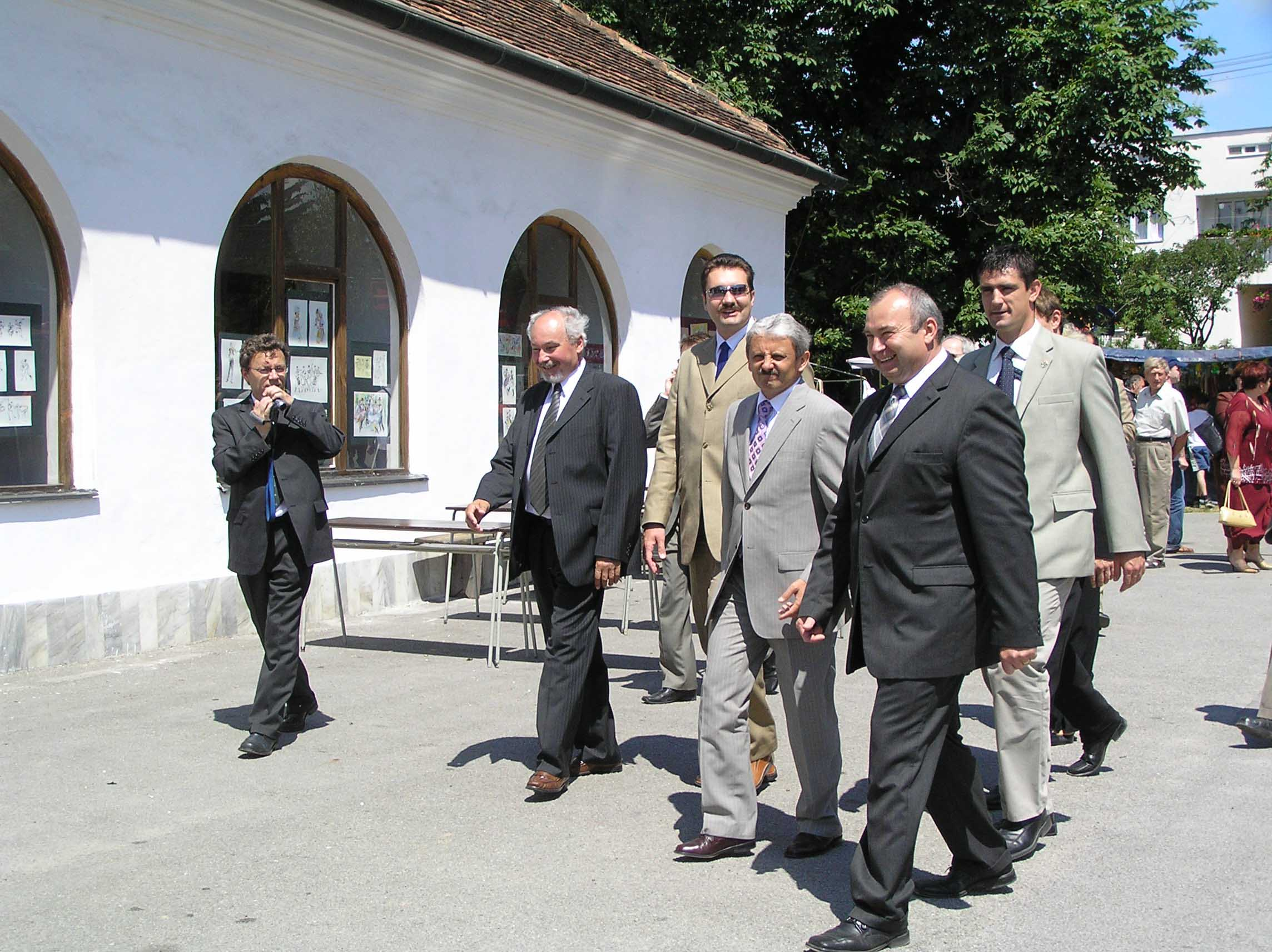
Mikuláš Dzurinda v Rozhanovcích

## Obyvatelstvo

### Vývoj počtu domů
| Rok        | 1828 | 1877 | 1892 | 1898 | 1900 | 1913 | 1919 | 1930 | 1940 | 1950 | 1961 | 1970 |
| Počet domů | 83   | 163  | 151  | 154  | 158  | 172  | 166  | 196  | 216  | 232  | 274  | 313  |

### Jazyk a řeč
Nářečí Rozhanovčanů podle dialektického členění slovenského jazyka patří do východoslovenského nářečí, jihozápadní skupiny abovského nářečí. V dnešní době už význam nářečí ustupuje před znalostí a uplatňováním spisovného slovenského jazyka.
Avšak v tomto nářečí se projevuje i kus dávné historie a nemělo by se na něj zapomínat.
Příklady nářečních slov:
pľeban (kňaz, farár - kněz), kuršmid (zverolekár - zvěrolékař), hamovac (brzdiť - brzďit), kalap (klobúk - klobouk), funduš (pozemok - pozemek), živan (zlodej - zloděj), biglajz (žehlička - žehlička), firhang (záves, záclona - závěs, záclona), paľem ni! (pozri sa, aha - koukni se, aha), podz hev (poď sem - pojď sem), hyža (izba, dom - dům) …

## Stavby v obci
- Infrastruktura: Plynofikace: ano, Obecní vodovod: ano, Kanalizace a ČOV: ve výstavbě
- Fotbalové hřiště
- Základní škola
- Počet druhů obydlí: 513 domů, 4 bytové domy, 28 chatek
- Dva římskokatolické kostely (kostel Povýšení sv. Kříže a kostel Panny Marie Sedmibolestné)
- v obci se nachází i dřevěné venkovní otevřené divadlo
- někdy se nacházela i banka (Slovenská spořitelna)

Momentálně se plánuje stavba společného kostela církve evangelické a reformované a chrámu řeckokatolické církve.

### Základní škola
- Název: Základní škola Rozhanovce
- Ředitel školy: Mgr. Ľuboš Takács, Zástupce ředitele: Mgr. Jarmila Findoráková
- Počet žáků: 299 (151 chlapcov, 148 děvčat) (školní rok 2005/2006)
- Poštovní adresa: Základní škola, SNP 121, 044 42 Rozhanovce
- Web: https://web.archive.org/web/20070429030138/http://www.zsrozhanovce.sk/
- Škola má rozsáhlý dvůr, velkou zahradu, školní tělovýchovné hřiště a teď i moderní tělocvičnu, která byla dostavěna koncem srpna 2005.

Dějiny školy:
- První den učitelů rozhanovský učitelský sbor oslavil 28. března 1955
- Škola vznikla v místě na bývalé Friedmanovské parcele po zbouraných zchátralých budovách.
- Budova školy byla dostavěná v roce 1960.
- Odbor školství ONV v Košicích byl investorem této budovy.
- K roku 1970 měla škola 13 učeben.

### Historická architektura
Sedlácká obydlí:
Poslední sedlácký dům se slaměnou střechou z 19. století byl zbouraný v roce 1970
Komenciášská obydlí:
Donedávna bylo v Rozhanovcích osm komenciášských domů. Tyto domy byly roztroušené po celém Vyšším konci na parcelách zeměpánů. V těchto domech žily 4 rodiny hospodářských rolníků na polích.
Romské chatrče (Cigánske kuče):
Rozhanovce měly i tato obydlí, žilo v nich romské obyvatelstvo. Tyto „Cigánske kuče“, jak se jim obvykle v Rozhanovciach říkalo, se nacházely směrem k Toryse na cestě do Hrašovíku. V roce 1972 byly tyto chatrče zrušeny národním výborem. Národní výbor těmto obyvatelům vyplatil a umožnil jim výstavku nových domů ve vsi.
Židovská obydlí:
Židé začali od 2. poloviny 19. století svoje opouštět, prodávat a stěhovali se do Košic. V roce 1942, kdy byli židé celoplošně vystěhováni do táborů, byly jejich domy dány pod státní správu. V současnosti už v obci neexistuje žádná židovská obec.
Kostely: 

Při výzkumu patrocínií na Slovensku se zjistilo, že v Rozhanovcích už v roce 1332 stál gotický kostel.
Římskokatolický kostel ke cti Povýšení sv. Kříže
- Dala ho postavit šlechtična Judita Soósy, narozená Kapy v roce 1770
- Odborná komise zařadila kostel v roce 1963 do třetí kategorie památkově chráněných objektů.
- Kostel byl od vzniku víckrát renovovaný (1860, 1882, 1904, 1971 až 1975)
- Je to barokní kostel

Římskokatolický kostel Panny Marie Sedmibolestné
- Výstavba kostela začala v roce 1991, bol vysvěcený v roce 1994, od kdy se tam konají bohoslužby